# Höralaid
Höralaid, även Hõralaid, är en ö utanför Estlands västkust. Den ligger i Pühalepa kommun i Hiiumaa (Dagö), 110 km sydväst om huvudstaden Tallinn. Arean är 0.2 kvadratkilometer.
Terrängen på Höralaid är mycket platt och öns högsta punkt är 4 meter över havsnivån. Den sträcker sig 0,6 kilometer i nord-sydlig riktning, och 0,8 kilometer i öst-västlig riktning. Ön ligger i Hares sund som skiljer Dagö i väster från Ormsö i öster. Den ligger mellan de mindre öarna Vohilaid och Eerikulaid.